# Prelato di fiocchetto

Stemma da prelato di fiocchetto.

Per prelato di fiocchetto si intendevano quattro particolari prelati della Curia romana.
A far parte di questa carica erano:
- il vice camerlengo della Chiesa cattolica, fino al XIX secolo anche governatore di Roma;
- l'uditore generale della Camera apostolica;
- il tesoriere generale della Camera apostolica;
- il maggiordomo del papa.

L'appellativo di "fiocchetto" deriva dal fiocco che veniva posto sulla testa dei cavalli che questi prelati cavalcavano durante parate o processioni. Questo appellativo rimanda alla tradizione dell'araldica cavalleresca, che prevedeva che il cavallo fosse decorato con i simboli del nobile che lo montava.
Questa carica è stata tuttavia abolita da papa Paolo VI con il motu proprio Pontificalis Domus del 1968.
Nell'araldica ecclesiastica, lo stemma del prelato di fiocchetto era costituito da un galero paonazzo con dieci nappe rosse per lato, collegate da un cordone dello stesso colore rosso. Lo stesso galero paonazzo con sei nappe rosse per lato spetta tuttora al decano della Camera apostolica e viene aumentato con dieci nappe nel caso in cui cumulasse tale carica con quella di prelato superiore.